# Villa von Diringshofen

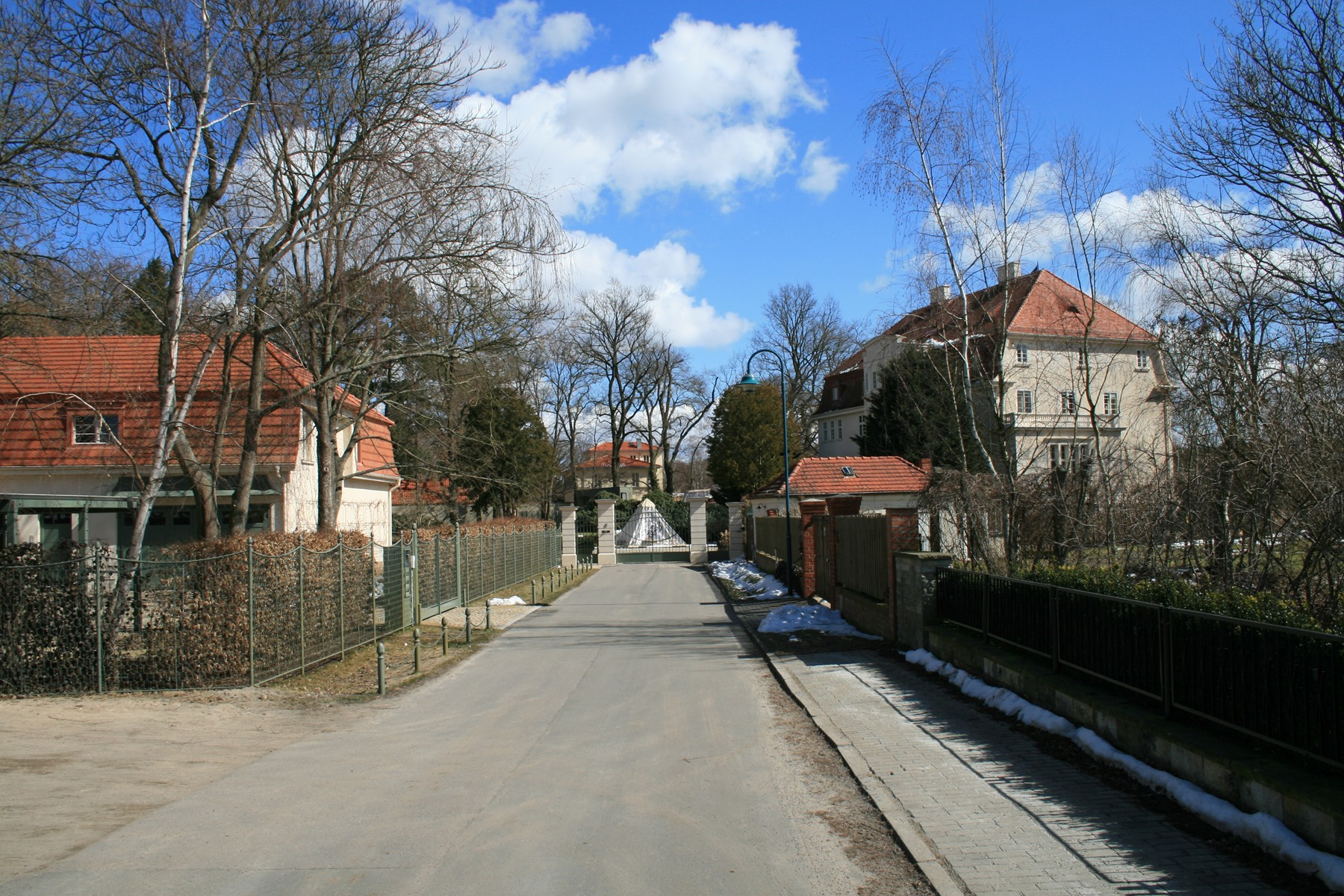
Zufahrt an der Straße Am Lehnitzsee

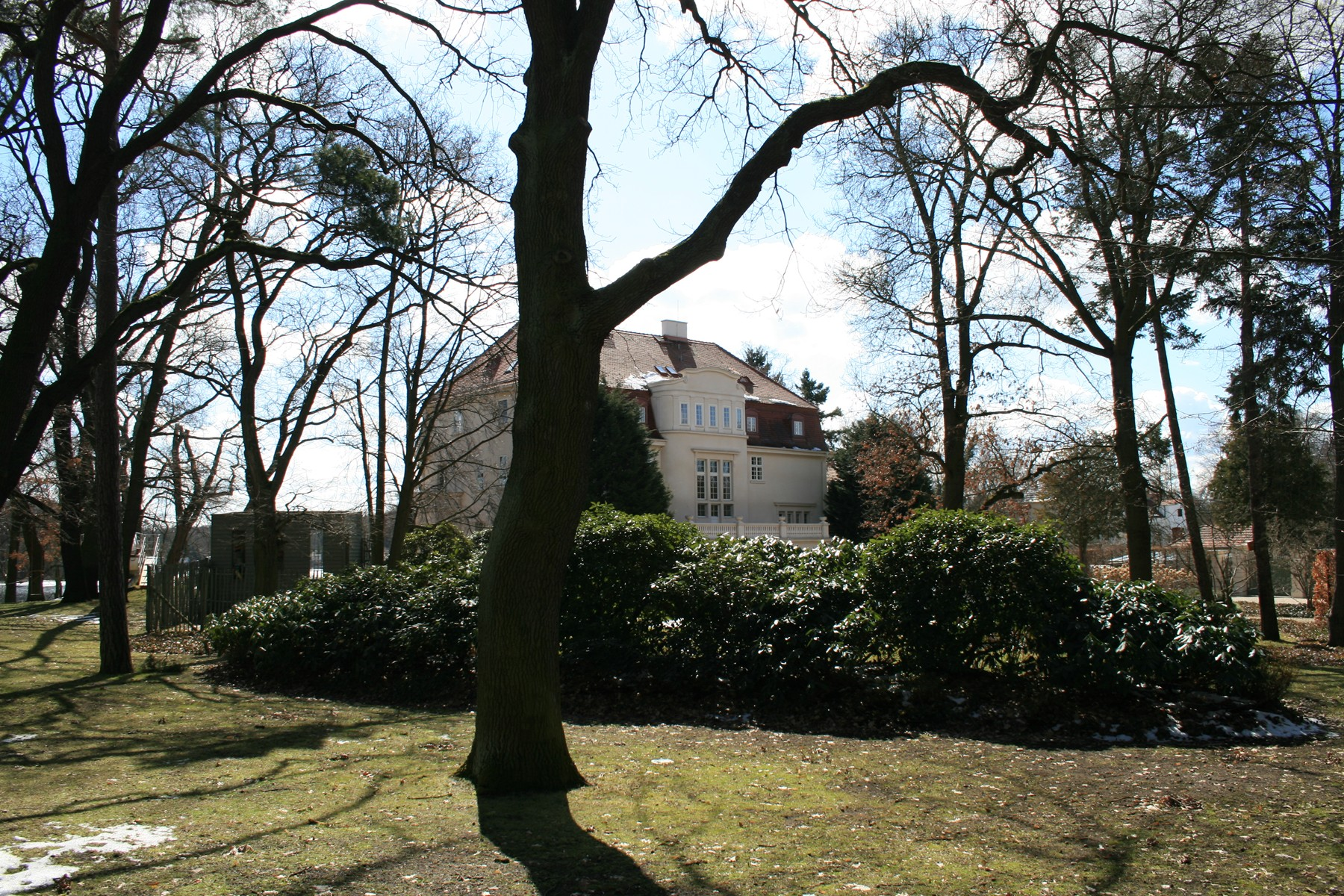
Ansicht vom Heinrich-Heine-Weg

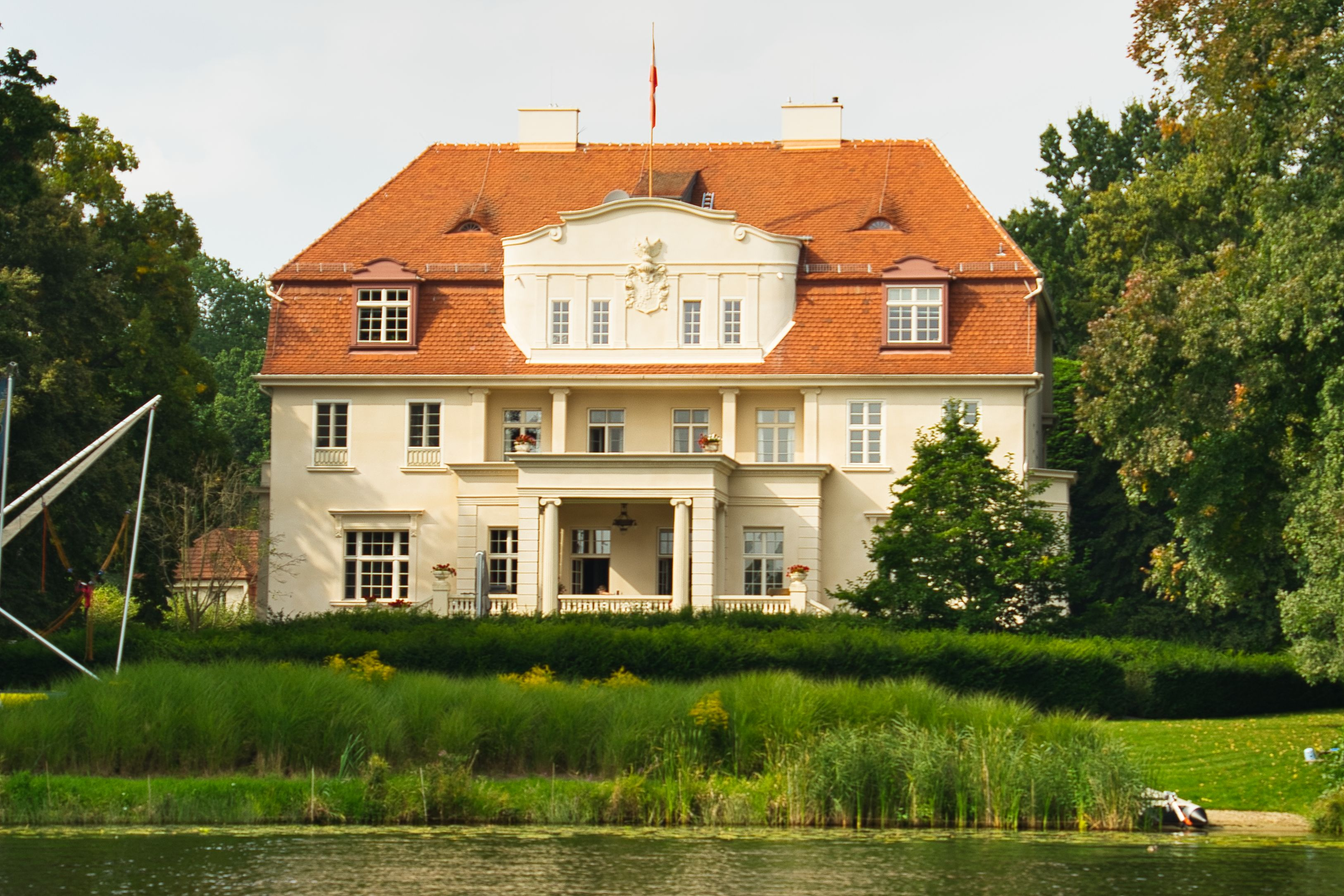
Ansicht vom Wasser

Die Villa von Diringshofen, auch Villa Sigismund oder Haus Lehnitzsee genannt, ist ein großbürgerliches Wohnhaus in Potsdam, im Ortsteil Neu Fahrland, Am Lehnitzsee 8. Die Villa ist benannt nach ihren Bauherren, Generalleutnant Max von Diringshofen (1855–1936) und seiner zweiten Ehefrau Margarete von Diringshofen geb. de Haën (1871–1915), Tochter des Unternehmers Eugen de Haën, des Inhabers der Fa. E. de Haën AG. Sie ließen das Haus 1912–1913 am Westufer des Lehnitzsees als Altersruhesitz erbauen. Der Architekt des dreigeschossigen Baus war Ludwig Otte in Berlin-Lichterfelde.

## Architektur
Otte konzipierte das Haus unter Berücksichtigung des hervorragenden Seeblicks, der sich sowohl von der Terrasse im Erdgeschoss als auch von dem Altan im ersten Obergeschoss und ganz besonders von einer kleinen Dachterrasse (mit Fahnenmast) bot. Für die Innenräume gaben die Bauherren einerseits die genaue Übernahme zweier Räume der bisherigen Wohnung (Herrenzimmer und Damenzimmer), andererseits die Schaffung eines mit dem Musikzimmer zu verbindenden Festsaals vor. Der größeren Grundfläche entsprechend erhielt dieser Saal auch eine größere Raumhöhe als die anderen Wohnräume des Erdgeschosses, dadurch lagen die darüber befindlichen Schlafräume um mehrere Stufen erhöht zum Rest des Obergeschosses. Wie für einen großbürgerlichen Haushalt üblich, der auf die Bewirtschaftung des Hauses mit Dienstpersonal ausgerichtet war, wurden die Küche und andere Wirtschaftsräume im Untergeschoss (Souterrain) untergebracht. Stilistisch lässt sich die Villa als Reformarchitektur mit neobarocken und neoklassizistischen Einflüssen einordnen.

## Nutzungsgeschichte
Durch den Ersten Weltkrieg und die Inflation verarmte die Familie von Diringshofen und musste ihren Besitz aufgeben. Der General lebte dann mit seiner dritten Ehefrau Luise von Heister, verwitwete von Bernuth (1871–1954), aus einer Offiziersfamilie stammend, in der Potsdamer Innenstadt. Neuer Eigentümer des Landhauses wurde zunächst der Berliner Bankier und Kaufmann Art. Siegheim. 1927 erwarb Prinz Friedrich Sigismund von Preußen das Haus. Nach dessen tödlichem Reitunfall am 6. Juli 1927 wohnte seine Witwe Marie-Luise geb. Prinzessin zu Schaumburg-Lippe bis zu ihrem Tod am 1. Oktober 1938 in diesem Haus. Die beiden Kinder Luise Viktoria (1917–2009) und Friedrich Karl Prinz von Preußen lebten mit ihrem Vormund noch bis zum Ende des Zweiten Weltkriegs in der Villa.
1945 besetzte die Rote Armee das Gebäude und brachte dort ein Lazarett unter. 1947 überließ die Sowjetunion nach Unterzeichnung des Huebner-Malinin-Abkommens das Haus den USA, die hier ihre Militärverbindungsmission einrichteten. Das von den Amerikanern Potsdam House genannte Gelände galt nun als exterritoriales Gebiet und durfte von den DDR-Behörden nicht ohne Zustimmung betreten werden. Die Villa wurde streng überwacht, vor allem um Spionage zu verhindern. Während der Suez-Krise kam es im Juli 1958 zu einer Erstürmung durch von der DDR-Führung politisch gesteuerte Demonstranten. Auch während des Vietnam-Kriegs fanden Demonstrationen gegen die US-Politik vor dem Gebäude statt. Nach dem Abzug der US Army bezog 1991 die Wirtschaftsförderung Brandenburg die Villa. Ab 1999 stand das Haus leer.
In einem Rechtsstreit vor dem Verwaltungsgericht Potsdam wurde 2002 der Anspruch der beiden Kinder von Friedrich Sigismund auf Aufhebung der Enteignung und Rückübertragung der Immobilie bestätigt, daraufhin wurde sie 2003 verkauft.